# شندرة
شندرة هي قرية في مقاطعة سردشت، إيران. عدد سكان هذه القرية هو 87 في سنة 2006.